# Y.B.SPORTS
Y.B.SPORTS（ワイビースポーツ又はヤングボーイスポーツ,略称YBS）は、かつて存在した、1983年に設立されたゲイビデオメーカーである。Y.Bスポーツとも書く。現在の社名はADONIS LANDで、傘下のレーベルに、CDF、Visual i Land、at-B、gf-FellowSがある。

## 概要
ゲイビデオの黎明期が近づく1983年に大阪市中央区南船場1-7-8-206で設立されている。当初は写真集メーカーだったのか、第一作目の作品名・発売日はいつかなどについては不明。因みにさぶの1985年5月号のゲイショップ、パラダイス北欧の広告には「パラダイス提携ビデオ（Y.Bスポーツ社）」と書かれ、6作が紹介されている。
なおVHSのパッケージによると、社名は「Y・B・SPORTS」と、中黒になっている。「エクスタシー 7人のひとりエッチ集大成ビデオ 改定新版(60分・本体5,806円税174円計5,980円)」に貼られた直径約33㎜丸型の証紙を見ると、上部の小さな「YBS」の表記と共に、中心に大きく「Y・B」と印刷され、下部には小さく「Y・B SPORTS VIDEO」とある。
1980～90年代前半頃までストームプランニング、クリエイターズ（現マンハウス）と並んで人気を集めた。ライバル2社と同じく、美青年・スポーツマンモデルを起用した芸術的な作風に特徴があった。初期の作品はオナニーだけのものが多かったが、90年代に入ると絡みが増えていき、ストーム、クリエイターズとの比較ではややハード路線だった。
しかし80年代アイドル風で性描写を抑制した作りが、時代に受け入れられず売れなくなっていく。新作をリリースするペースは落ち、Y.B.SPORTSとしての新作は2003年を最後に打ち切られた。但しベスト版は2004年まで出していた。
Y.B.SPORTSの後身として、2002年頃に「CDF.Corporation」、2003年に「Visual i Land」と「at-B」、 2004年には「gf-FellowS」というレーベルが設立されている。現在（2012年）はat-BとVisual i Landのみ新作をリリースしている。
なお、Y.B.SPORTSの作品は有料動画配信サイトから提供されている。

## 歴史
- 当初、社名はジャケットに「Y・B・SPORTS」とプリントされていたが、1999年12月25日発売のベスト版「YBジャングルシリーズ VOL.6」から「Y.B.SPORTS」になった。
- 1985年以前の初期の作品には、「Y.B青年隊」「ベストフレンズ」「美ナルキッソス」「ザ・バイブレーション夢時間」「胸さわぎの放課後」（各45分,1.3万円）、「ひとりぼっちのアドニス」「20歳のエクスタシー」（各60分,1.5万円）などがあった[3]。

- 以下、ゲイ・マガジンの広告に準拠して追記する。

・「さぶ」1985年4月増刊号(初春号)p266：「Y.B青年隊」、「ベストフレンド」、「美ナルキッソス」、「ザ・バイブレーション夢時間」、「胸騒ぎの放課後」(以上、各45分・13,000円)、「ひとりぼっちのアドニス」(60分・15,000円)　なおこの広告には内容についての記述がなく、以上のインフォメーションのみにとどまる。
・「薔薇族」1985年8月号通巻151号：「Y.B少年隊」(『Y.B青年隊に続き…』との記載がある新作。17才人2人によるオナニーもの。以下、内容の表記は広告通り・45分13,800円)、「マスマス熱中」(高2、大学1年によるオナニーもの50分13,800円)、「20才のエクスタシー」(20才スポーツマンによるオナニーもの・60分15,000円)、「気分はパラダイス」(18才、19才によるオナニーもの・30分12,000円)、「スキンプレイPARTⅡザ.高校生」(18才高校性5人によるオナニーもの。当時、5人ものモデルが一本のヴィデオに登場するのは破格であった・55分13,800円) 以上p324　「ドキドキ思春期」(18才2人によるオナニーもの・50分13,800円)以上p325。なお、p325には「ビデオ調査人気ナンバーワン！」なる惹句がある。どのような調査方法を用いたかは不明ながら、ゲイ・ヴィデオ黎明期におけるYBSの存在感をよく表している。また「児童ポルノ法」などない時代なので「高2」「17才」など、実際はどうなのかわからないものの、未成年を表す記載が公然と行われている。
・「薔薇族」1985年12月号通巻155号：「Y.B冒険隊」(20才2人によるアナルもの・50分13,800円)p310　「裸のプリンスたち」(18才2人によるオナニーもの。他にスチール写真とアメリカン・ヴィデオの過激シーンも併録とあり、同社の勢いが感じられるものになっている・60分13,800円)p311
　なお本号の広告を見ると、内外の写真集と写真のセットがまだまだに多いものの、ヴィデオも「BOYS＆BOYS⑥」「ハイスクールBOYS」(欧州少年もの・各60分16,000円)、「中年慕情」(50才と20才のからみ・30分15,000円)、「犯された支店長」(太目中年に犯される銀行支店長・モノクロ50分10,000円)など、高価な割には百花繚乱の様相を見せ始めている。まだネットどころかDVDさえない時代の、ゲイの渇望ぶりがわかる。実際、そうした思いを煽るように「モロ見え」「超強烈」「超ハード」「巨根わしづかみ」などの惹句が躍る。また「VHSかベータを明記して…」とも書かれ、両方式並存であったこともわかり興味深い。
　併せて、数多くのオリジナル・ヴィデオを小さな活字で細かく案内した「アテネ上野店」(全作カラー・30分20,000円。8ミリも同価格で併売。一部50分10,000円のバジェット・プライスあり。他の広告のような写真は全くなく、文字のみによるインフォメーション)と、薔薇族オリジナルの「FESTA★VIDEO」(全18作。30分12,000円～60分18,000円。薔薇族映画の走りとなった『薔薇と海と太陽と』のみが『特別サービス価格』で60分12,000円となっている)の二社が、ヴォリュームの点で目を惹く。

## 主なシリーズ
- オリジナル作品
  - 「肉体の密林」、「渚にての物語」、「苺ミルクの欲望～いかがわしきは青年達の白い血～」、「桃尻君シリーズ」など、美青年・スポーツマンモデルを起用した一連のオリジナル作品が人気を博した。
- ベスト版
  - vintage（1~15）
  - メイン集成（1~4）
  - YBジャングルシリーズ（1~6）